# Edwin Salpeter
Edwin Ernest Salpeter, född 3 december 1924 i Wien, Österrike, död 26 november 2008 i Ithaca, New York, USA, var en österrikisk-australisk-amerikansk  astrofysiker. Båda hans föräldrar var fysiker.
Salpeter, som var av judisk etnicitet, var 13 år gammal när familjen 1939 flydde till Australien, några månader efter Tysklands annektering av Österrike. Han gick på Sydney Boys High School 1939–1940. Han studerade sedan vid Sydney University, där han avlade kandidatexamen 1944 och magisterexamen 1945. Han fick ett stipendium för studier utomlands 1945 och fortsatte därefter sina studier vid University of Birmingham i England, där han disputerade 1948 under handledning av Rudolf Peierls. Han fick en tjänst vid Cornell University i Ithaca i New York, och flyttade dit 1949. Salpeter blev kvar vid Cornell University resten av sitt yrkesverksamma liv. Han blev professor i fysik och astrofysik 1956. Från 1971 innehade han en hedersprofessur i de fysikaliska vetenskaperna. 
Edwin Salpeter gifte sig 1950 med fysikern Miriam Mark Salpeter, som dog 2000. I sitt andra äktenskap var han gift med Antonia (Lhamo) Shouse Salpeter. Han dog i leukemi i sitt hem i Ithaca.

## Priser och utmärkelser i urval
- Carnegie Institution for Science Award for Research in Astrophysics (1959)
- Gold Medal of the Royal Astronomical Society (1973)
- Henry Norris Russell Lectureship (1974)
- J. Robert Oppenheimer Memorial Prize (1974)[4]
- Karl Schwarzschild Medal (1985)
- Bruce Medal (1987)[5]
- Dirac Medal (1996)
- Crafoordpriset (tillsammans med Fred Hoyle) (1997)[2]
- Hans Bethe Prize (1999)
- Asteroiden 11757 Salpeter[6]